# Народная солидарность
«Народная солидарность» (нем. Volkssolidarität) — благотворительная организация в Германии. Создана в октябре 1945 года в Советской зоне оккупации. Являлась массовой общественной организацией в ГДР и играла важную роль в социальной помощи пенсионерам.
С объединением Германии организация оказывает помощь хроническим больным, нуждающимся в уходе, социально незащищённым слоям населения, детям и молодёжи. В 2005 году общий оборот «Народной солидарности» составил около 500 млн евро. Председателем «Народной солидарности» с 2014 года является Вольфрам Фридерсдорфф. «Народная солидарность» является членом Немецкого паритетного благотворительного союза, членом правления которого от «Народной солидарности» является Бернд Нидерланд.